# Microrégion du Sertão du São Francisco

Localisation de la microrégion du Sertão du São Francisco

La microrégion du Sertão du São Francisco est l'une des deux microrégions qui subdivisent le Sertão de l'État du Sergipe au Brésil.
Elle comporte 9 municipalités qui regroupaient 151 320 habitants en 2006 pour une superficie totale de 5 356 km2.

## Municipalités[1]
- Canindé de São Francisco
- Feira Nova
- Gararu
- Gracho Cardoso
- Itabi
- Monte Alegre de Sergipe
- Nossa Senhora da Glória
- Poço Redondo
- Porto da Folha